# Kreuzstetten
Kreuzstetten là một thị xã thuộc huyện Mistelbach trong bang Niederösterreich.